# Grażyna Szapołowska
Grażyna Szapołowska (ur. 19 września 1953 w Bydgoszczy) – polska aktorka filmowa, teatralna i telewizyjna, w latach 1977–1984 i 2004–2011 aktorka Teatru Narodowego w Warszawie.
Laureatka Orła za główną rolę kobiecą w filmie Pan Tadeusz.

## Życiorys
Urodziła się w Bydgoszczy. Jej ojciec miał pochodzenie łotewsko-polskie, a matka, Wanda, litewsko-polskie. Ma starszą o 11 lat siostrę Lidię. W wieku siedmiu lat przeniosła się z rodziną do Torunia. Gdy miała 11 lat, ojciec opuścił rodzinę.
Po maturze wyjechała do Jeleniej Góry, gdzie zadebiutowała w Teatrze Dolnośląskim rolą Rusałki w Legendzie (1972). W latach 1972–1974 grała we Wrocławskim Teatrze Pantomimy. W 1977 ukończyła naukę na Wydziale Aktorskim warszawskiej PWST. Jeszcze w trakcie studiów grywała epizodyczne role w serialach telewizyjnych (m.in. w Czterdziestolatku i w Lalce). W latach 1977–1984 występowała w stołecznym Teatrze Narodowym, m.in. jako księżniczka w Śnie srebrnym Salomei Juliusza Słowackiego.

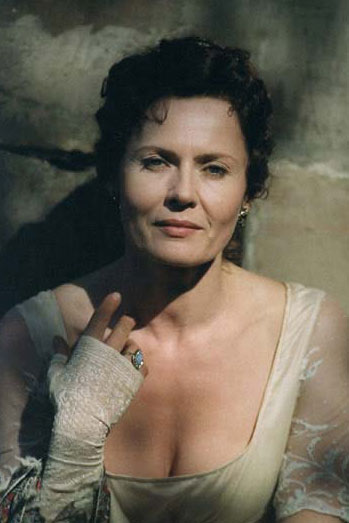
Grażyna Szapołowska (2008)

Na wielkim ekranie debiutowała rolą Jagody w polsko-jugosłowiańskim dramacie psychologicznym Zapach ziemi (1977). W 1981 zagrała rolę lesbijki Livii w filmie Márty Mészáros Inne spojrzenie (1982), rok później wystąpiła obok Jana Nowickiego w Wielkim Szu. Przełom w jej karierze nastąpił w 1983, wraz z występem w popularnej komedii muzycznej Lata dwudzieste... lata trzydzieste... Janusza Rzeszewskiego. W latach 80. ograniczyła występy w teatrze i skupiła się na pracy w filmie. Współpracowała z Krzysztofem Kieślowskim, u którego zagrała w Bez końca (1984) i Krótkim filmie o miłości (1988), za występ w którym otrzymała nagrodę Srebrnego Hugo na Międzynarodowym Festiwalu Filmowym w Chicago oraz nagrodę za najlepszą rolę kobiecą na 13. Festiwalu Polskich Filmów Fabularnych w Gdyni. W 1997 wystąpiła w docenionej przez krytyków roli matki w Kronikach domowych Leszka Wosiewicza, a podczas Festiwalu Gwiazd w Międzyzdrojach odcisnęła dłoń na Promenadzie Gwiazd. Za rolę Telimeny w filmie Andrzeja Wajdy Pan Tadeusz (1999), będącym ekranizacją poematu Adama Mickiewicza, otrzymała Orła za najlepszą rolę kobiecą w 2000 oraz zajęła piąte miejsce w plebiscycie Telekamery 2000 w kategorii Aktorka. Grała za granicą, głównie w filmach węgierskich, włoskich i rosyjskich. W 2003 odsłoniła tablicę z odlewem swojego podpisu w Piernikowej Alei Gwiazd w Toruniu.

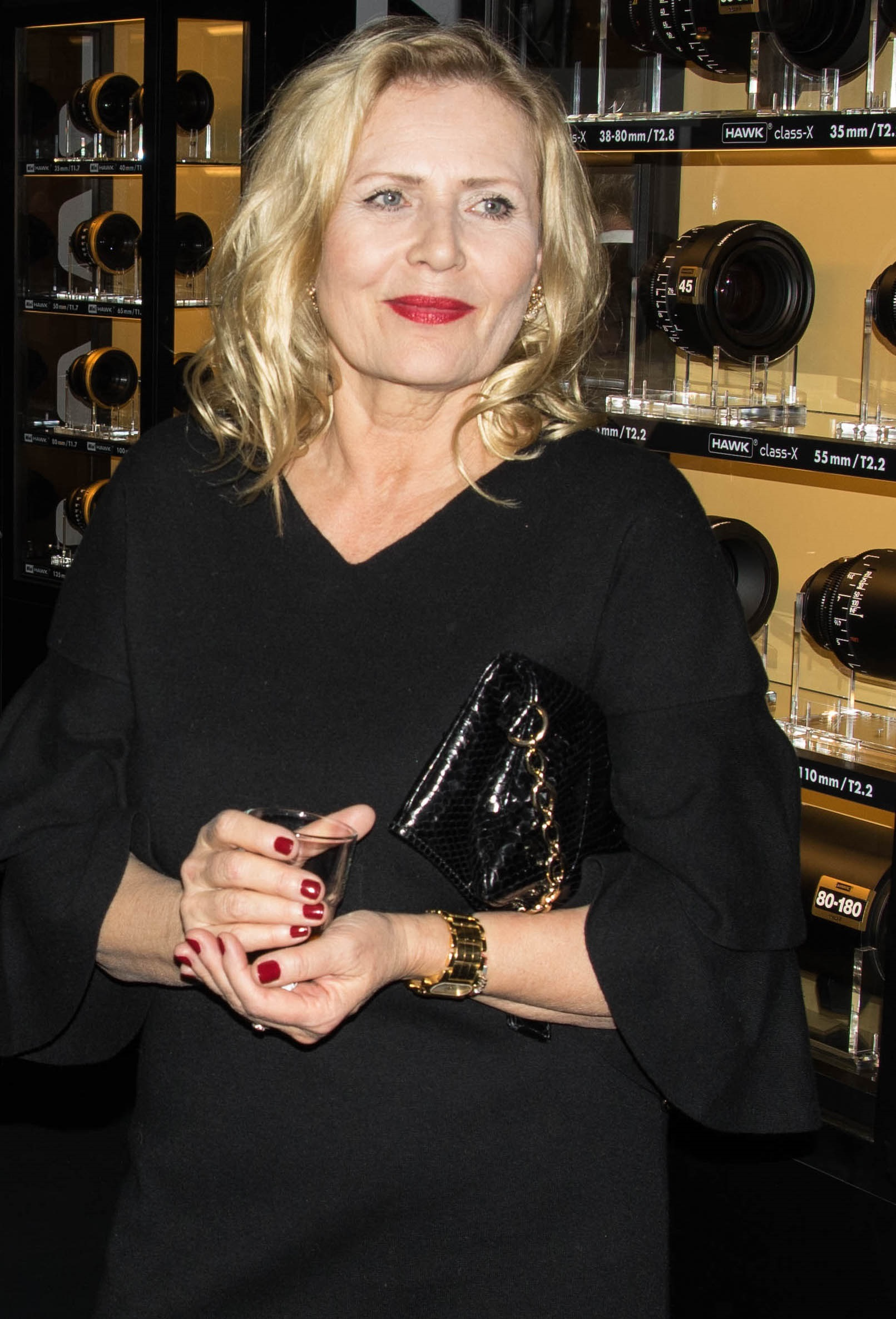
Grażyna Szapołowska (2017)

W 2005 wydała zbiór opowiadań pt. Pocałunki.
Występowała na scenie jako interpretatorka piosenki aktorskiej. Śpiewa sopranem. W 2008 uczestniczyła w programie rozrywkowym Polsatu Jak oni śpiewają. W kwietniu 2011 została zwolniona dyscyplinarnie z Teatru Narodowego w Warszawie przez Jana Englerta po tym, jak nie stawiła się na spektakl z powodu udziału w nagraniu telewizyjnym programu rozrywkowego Bitwa na głosy, w którym była jurorką. Na początku 2025 uczestniczyła w 16. edycji programu rozrywkowego Polsatu Dancing with the Stars. Taniec z gwiazdami. 

## Życie prywatne
Jej pierwszym mężem był aktor Marek Lewandowski, z którym rozwiodła się kilka miesięcy po ślubie. Jej drugim mężem był Andrzej Jungowski, z którym ma córkę Katarzynę (ur. 1978). Jej trzecim mężem był dziennikarz Paweł Potoroczyn. Od 2002 jej partnerem życiowym jest przedsiębiorca Eryk Stępniewski. Mieszka w Warszawie w Aninie.

## Filmografia
- 1974: Telefon (film z cyklu Najważniejszy dzień życia) jako studentka Wrońska
- 1975–1976: Czterdziestolatek (serial tv) w odcinku 12 jako inżynier Nowowiejska i w odcinku 15
- 1977: Lalka (serial telewizyjny) w odcinku „Damy i kobiety” jako kobieta na koncercie Molinariego (gościnnie)
- 1977–1978: Parada oszustów (cykl filmowy) jako Gizena Vickenholle, jako narzeczona i wspólniczka Trzpila, jako Doris Whitestone
- 1977: Zapach ziemi („Miris zemlje”, prod. Polska-Jugosławia) jako Jagoda
- 1978: Osiemdziesięciu huzarów („80 huszar”, prod. Węgry) jako Pola
- 1978: Wielki podryw (w noweli tytułowej) jako Mariola, znajoma Mundiego
- 1979–1981: Najdłuższa wojna nowoczesnej Europy (serial tv) jako Katarzyna Rymkiewicz potem Frankowska, żona Józefa
- 1979: Hotel klasy lux jako znajoma Wojtana
- 1980: Grzeszny żywot Franciszka Buły dwie role: jako matka Kariny i dorosła Karina
- 1980: Przed odlotem jako inżynier Ewa Wojtowicz
- 1981: 07 zgłoś się jako prostytutka Lidia Dorecka w odc. 14 („Hieny”)
- 1981: Wielka majówka jako panienka w „Victorii"
- 1982: Inne spojrzenie („Egymasra nezve”, prod. Węgry) jako Lívia Horváth
- 1982: Wielki Szu jako żona Wielkiego Szu
- 1982: Bluszcz jako Ewa, przyjaciółka Kingi
- 1983: Fort 13 jako żona
- 1983: Lata dwudzieste... lata trzydzieste... jako Liza
- 1984: Płatki, kwiaty, wieńce („Szirmok, virágok, koszoruk”, prod. Węgry) jako żona Ferenca
- 1984: Bez końca jako Urszula Zyro
- 1984: Przyspieszenie jako aktorka Grażyna/script girl
- 1984: W starym dworku, czyli niepodległość trójkątów jako Aneta Wasiewicz-Nevermore
- 1985: Z wizytą u Van Gogha („Besuch bei Van Gogh”, prod. NRD) jako Marie Grafenstein
- 1985: Medium jako nauczycielka Luiza Skubiejska
- 1985: Nadzór jako wychowawczyni Kinga Peltz
- 1985: Przez dotyk w cyklu Kronika wypadków[18][19]
- 1986: Magnat jako Marisca
- 1986: Komediantka jako Nicoletta
- 1986: Biała wizytówka jako Marisca
- 1986: Cudowne dziecko jako matka Michała
- 1987: Komediantka jako aktorka „Nicoleta” Śmiłowska
- 1987: Zagon (prod. ZSRR, Syria) jako Clare Ridgeway
- 1987: Pierwsze spotkanie – ostatnie spotkanie („Pierwaja wstriecza, posliednaja wstriecza”, prod. ZSRR) jako piosenkarka kabaretowa
- 1987: Tabu jako matka
- 1988: Krótki film o miłości jako Magda
- 1988: Pomiędzy wilki jako Denis, partnerka Leguta
- 1988: Hanussen jako Valery de la Meer
- 1989: Opowieść o „Dziadach” Adama Mickiewicza. Lawa jako Anioł
- 1990: Seszele jako pani Grażyna
- 1990: La Condanna jako Monica
- 1991: Żegnaj, cudzoziemko (Lebewohl, Fremde) jako Karin
- 1992: Piękna nieznajoma (Prekrasnaya neznakomka) jako nieznajoma
- 1993: Plac Hiszpański (Piazza di Spagna) jako Armida De Tolle
- 1993: Abissinia jako Francesca
- 1997: Kroniki domowe jako matka
- 1997: Brat naszego Boga jako Helena Modrzejewska
- 1999: Pan Tadeusz jako Telimena
- 1999–2005: Lokatorzy jako Marta Wójcicka (2003)
- 1999: Siedlisko jako aktorka
- 2005: Ewa paliła Camele jako Ewa Braun
- 2005: Karol. Człowiek, który został papieżem jako Brigitte Frank
- 2006: Kochaj mnie, kochaj! jako Danuta
- 2006: Tylko mnie kochaj jako matka Julii
- 2007: Ryś jako sprzątaczka
- 2008: Nie kłam, kochanie jako matka Marcina
- 2009: Zamiana jako mama Luśki
- 2010: Różyczka jako Roma
- 2010: Trick jako Markiewiczowa
- 2011: Polnische Ostern jako Irena Blaszczykowski
- 2011: 1920 Bitwa warszawska jako Korwin-Piotrowska
- 2011: Pokaż kotku, co masz w środku jako Zofia
- 2011: Układ warszawski jako Róża Jackowska, narzeczona Antoniego Rylskiego „Łapy" (odc. 1–5)
- 2011–2012: Rezydencja jako Urszula Podhorecka
- 2013: Biegnij, chłopcze, biegnij (Lauf Junge, lauf) jako pani Staniak
- 2017: Botoks jako Walentyna, dyrektor firmy farmaceutycznej
- 2017: Listy do M. 3 jako Krystyna
- 2018: Botoks (serial telewizyjny) jako Walentyna, szefowa koncernu farmaceutycznego
- 2019: Korona królów jako Księżna Eufemia Mazowiecka
- 2020: 365 dni jako Klara Biel, matka Laury
- 2022: Mój agent w roli samej siebie[20]
- 2024: Gang Zielonej Rękawiczki jako Gabriela Soplica

### SpektakleTeatru Telewizji(wybrane)
- 2008: Pozory mylą (reż. Janusz Majewski) jako Arabella Lazenby
- 2004: Hamlet (reż. Łukasz Barczyk) jako Gertruda
- 2002: Noc czerwcowa (reż. Andrzej Wajda) jako Ewelina
- 2000: Ostatnie kwadry (reż. Jan Englert) jako matka
- 1999: Spór (reż. Marcin Ziębiński) jako Erminia
- 1998: Edith i Marlene (reż. Márta Mészáros) jako Marlene Dietrich
- 1998: Disneyland (reż. Filip Zylber) jako Helena

## Odznaczenia
- Krzyż Kawalerski Orderu Odrodzenia Polski (2003)[21]
- Złoty Medal „Zasłużony Kulturze Gloria Artis” (2005)

## Nagrody filmowe
- 1985: Nagroda „Złota Kaczka” w kategorii: najlepsza polska aktorka; za rok 1984
- 1985: Nagroda „Gwiazdy Filmowego Sezonu” przyznany na XV LLF w Łagowie
- 1986: Nagroda „Złota Kaczka” w kategorii: najlepsza polska aktorka; za rok 1985
- 1986: Nagroda dla najlepszej aktorki festiwalu KSF „Młodzi i Film” w Koszalinie
- 1986: Nagroda „Gwiazdy Filmowego Sezonu” przyznany na XVI LLF w Łagowie
- 1987: Nagroda „Złoty Ekran" za rolę w filmie Przez dotyk
- 1988: Najlepsza główna rola kobieca na FPFF Gdynia
- 1989: Nagroda „Złota Kaczka” w kategorii: najlepsza polska aktorka; za rok 1988
- 1989: Nagroda „Srebrny Hugo" przyznana w Chicago
- 1992: Nagroda im. Ennio Flaiano
- 1997: Odcisk dłoń na Promenadzie Gwiazd w Międzyzdrojach
- 1999: Polskie Nagrody Filmowe „Orły” (nominacja) w kategorii: najlepsza rola kobieca; za rok 1998
- 2000: tytuł „Najsławniejszego Polaka 1999” przyznany w plebiscycie słuchaczy Polskiego Radia
- 2000: Polskie Nagrody Filmowe „Orły” w kategorii: najlepsza główna rola kobieca; za rok 1999
- 2000: Nagroda „Złota Kaczka” w kategorii: najlepsza polska aktorka; za rok 1999
- 2011: Nagroda „Złota Kaczka” za rolę w filmie Magnat w kategorii: najlepsza amantka w historii kina polskiego
- 2018: Nagroda „Wąż” za rolę w filmie Botoks w kategorii: występ poniżej talentu

## Dyskografia
- 2016: Kochaj mnie – wspólnie z Włodzimierzem Kiniorskim (Agencja Muzyczna Polskiego Radia)[22]